# Ok102
Ok102 – polskie oznaczenie na PKP parowozu osobowego wirtemberskiej serii D (późniejsza niemiecka seria 381). Polska otrzymała po 1918 roku trzy parowozy tej serii.
Parowóz serii D kolei wirtemberskich był budowany w latach 1899–1905 w ilości 14 sztuk. Miał układ osi 2'C i wykorzystywał czterocylindrowy silnik sprzężony na parę nasyconą.